# Arturo Vázquez Ayala
Arturo Vázquez Ayala (Mexikóváros, 1949. június 23. – ) mexikói válogatott labdarúgó, edző. 

## Pályafutása

### Klubcsapatban
Pályafutása nagy részét a Pumas UNAM csapatában töltötte, ahol 1970 és 1979 között játszott és egy-egy alkalommal nyerte meg a mexikói bajnokságot, a kupát, illetve a szuperkupát. 1979–80-ban a CD Guadalajara játékosa volt. 1980 és 1985 között a CF Atlante együttesét erősítette, mellyel 1983-ban megnyerte a CONCACAF-bajnokok kupáját. 

### A válogatottban
1973 és 1980 között 52 alkalommal szerepelt az mexikói válogatottban és 5 gólt szerzett. Részt vett az 1978-as világbajnokságon, ahol a Tunézia elleni csoportmérkőzésen gólt szerzett tizenegyesből. A mexikói válogatott csapatkapitánya volt a tornán. 

## Sikerei, díjai

### Játékosként
Pumas UNAM
- Mexikói bajnok (1): 1976–77
- Mexikói kupa (1): 1975
- Mexikói szuperkupa (1): 1975

Atlante
- CONCACAF-bajnokok kupája (1): 1983